# Fort Ridgely
Fort Ridgely est un ancien poste militaire de la US Army établi le 29 avril 1853 dans le Territoire du Minnesota afin de maintenir la paix dans la région après la signature en 1851 du traité de la Traverse des Sioux dans lequel les Dakotas ont cédé aux États-Unis une partie de leurs terres ancestrales. Le fort joua un rôle important au cours de la guerre des Sioux de 1862 et fut attaqué à deux reprises par les Amérindiens au cours de ce conflit. Il fut abandonné en 1867.